# Schiffsingenieurverein

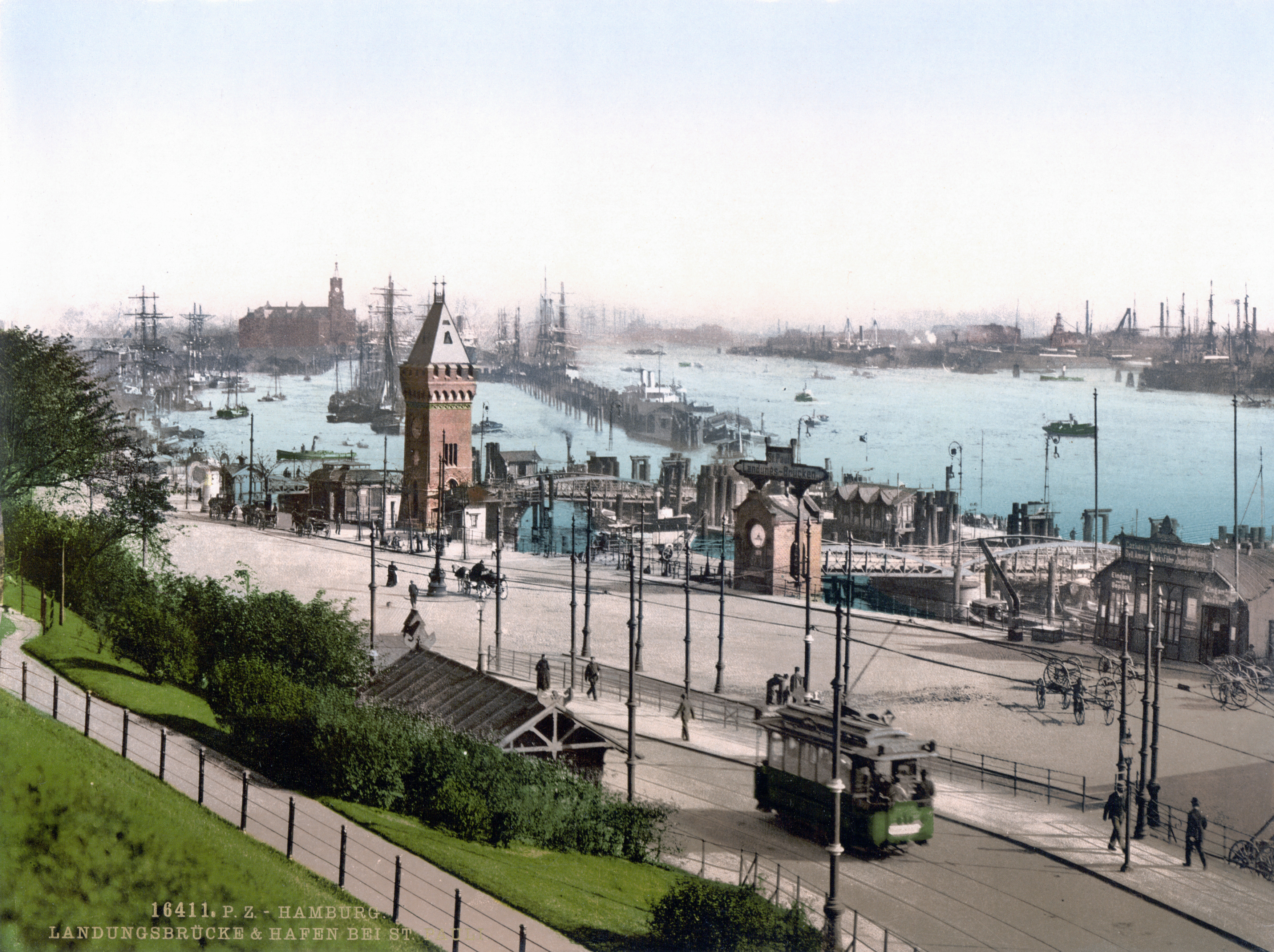
Landungsbrücken bei Sankt-Pauli um 1900 mit viel Segel- und wenig Dampfschiffen

Mit der Einführung von Antriebsmaschinen auf Schiffen entstand der Berufszweig der Maschinisten, der mit steigender Schiffsgröße, Maschinenleistung und Ausweitung der Fahrtgebiete spezielle Prüfungen absolvieren musste. Ab 1908/1909 wurde dann der Schiffsingenieur eingeführt. Zum Erfahrungsaustausch aber auch zur gegenseitigen Unterstützung wurden Seemaschinisten- und Schiffsingenieurvereine gegründet.

## Maschinistenvereine vor 1900

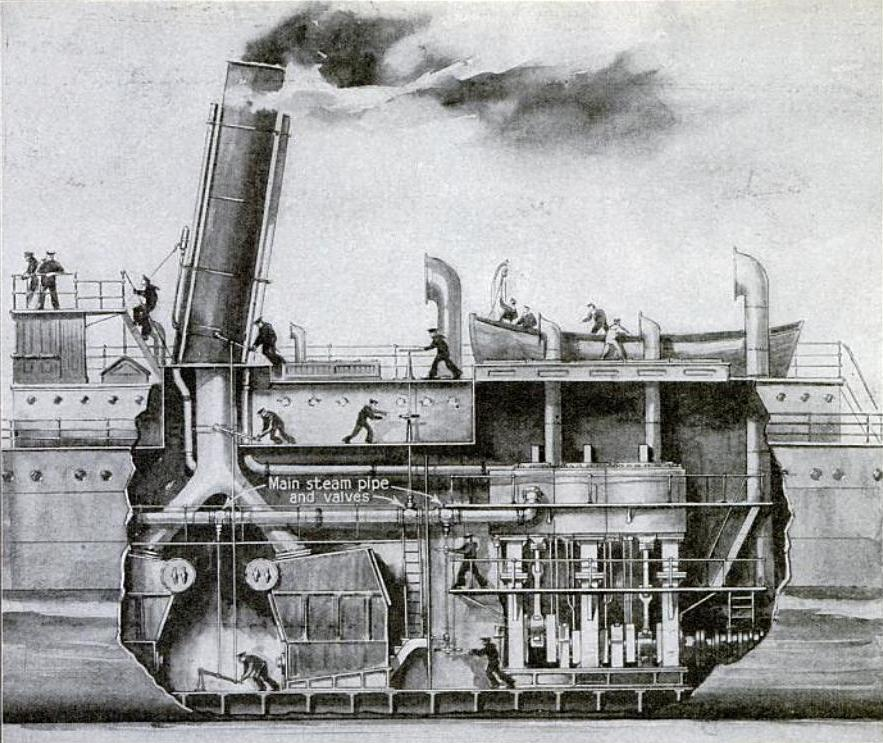
Blick in einen Dampfer mit Heizer und Maschinisten

Der deutsche Verein, der „Maschinistenclub von 1866“ (später „Schiffsingenieurclub von 1866“) wurde in Hamburg von technischen Reedereiinspektoren gegründet, vornehmlich zum Austausch von Erfahrungen der technischen Schiffsmaschinenanlagen. 1873 gründeten Schiffsmaschinisten den „Verein der Maschinisten zu Stettin“ (später „Stettiner Klub von 1873“) zum beruflichen Erfahrungsaustausch. Stettin ist zu dieser Zeit durch den „Stettiner Vulcan“ und viele Reedereien eine Hochburg der Schiffbautechnik und Schifffahrt. Auch in anderen Häfen werden von Maschinisten Vereine gegründet wie:
- Maschinistenklub zu Bremerhaven 1885
- Maschinistenverein Flensburg, 1886
- Maschinistenverein für Kiel und Umgebung 1886
- Seemaschinisten-Collegium von Hamburg 1891
- Verein der Maschinisten zu Lübeck 1892
- Verein der Danziger Maschinisten von 1893
- Verein der Seedampfschiff-Maschinisten von Rostock 1893

## Maschinisten- und Schiffsingenieurvereine von 1900–1945
- Seemaschinisten-Verein zu Bremen 1902
- Verein Technischer Schiffsoffiziere zu Hamburg 1910
- „Wieland“ Vereinigung der Schiffsingenieure (Bremerhaven) 1927
- „Koturmo“ (Bremen)
- Seemaschinisten-Verein für Emden und Umgebung 1906

## Dachverbände

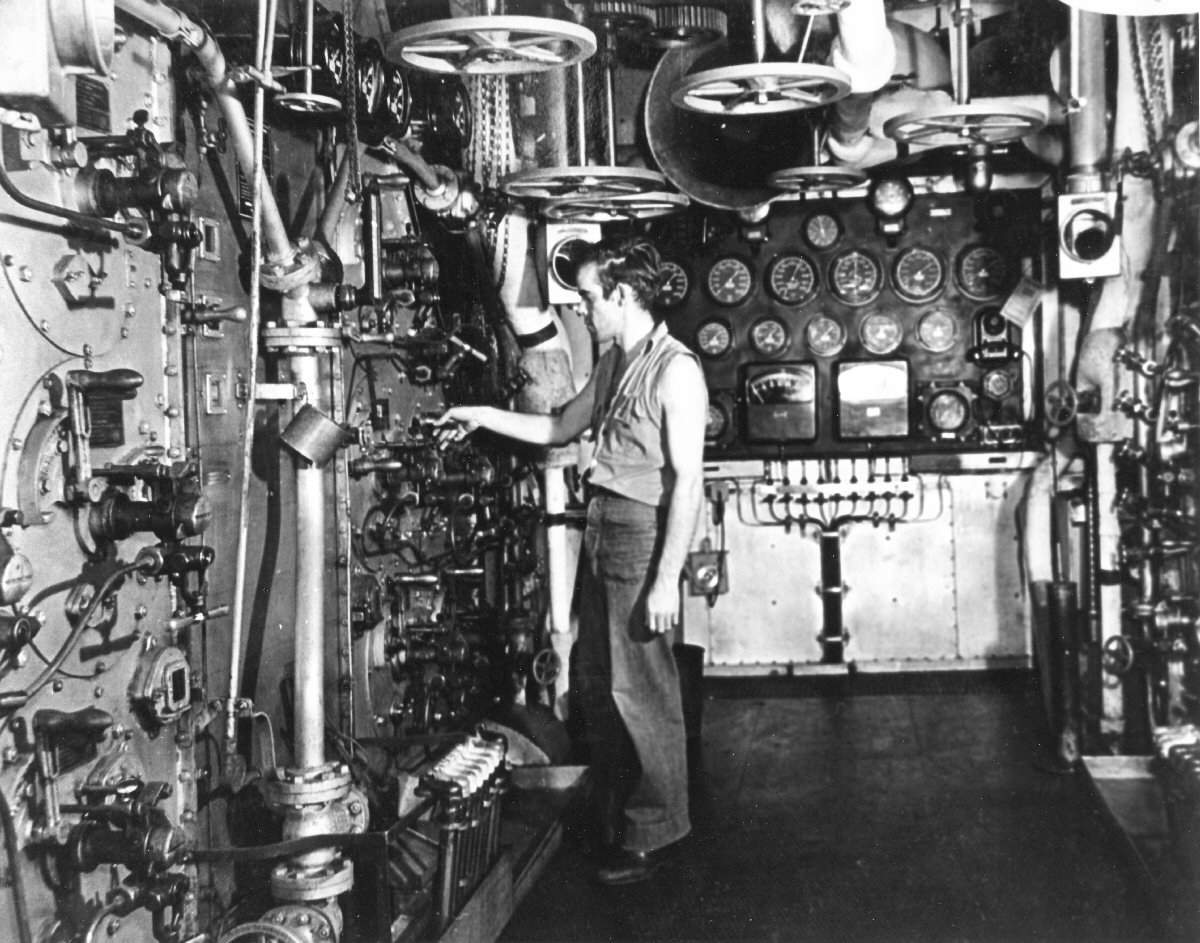
Im Kesselraum

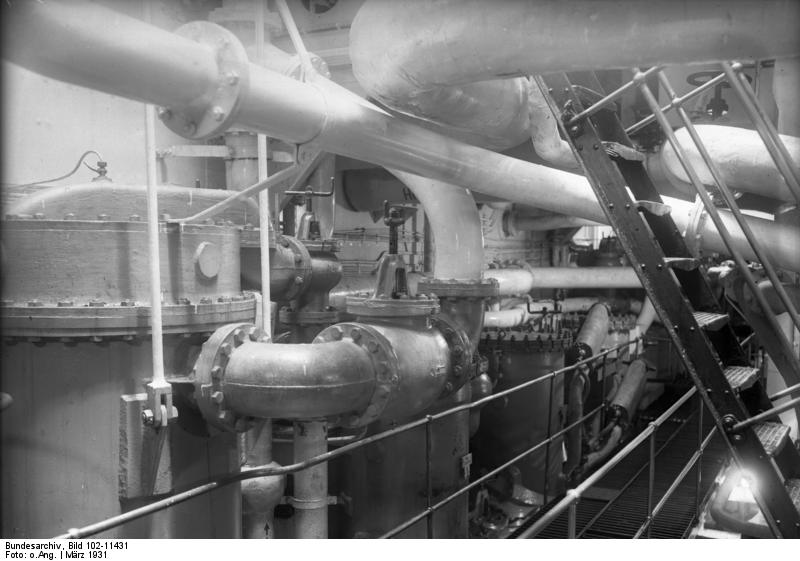
Das Herz des deutschen Ozeanriesen Bremen, ein Teil der gewaltigen Maschinenanlage.

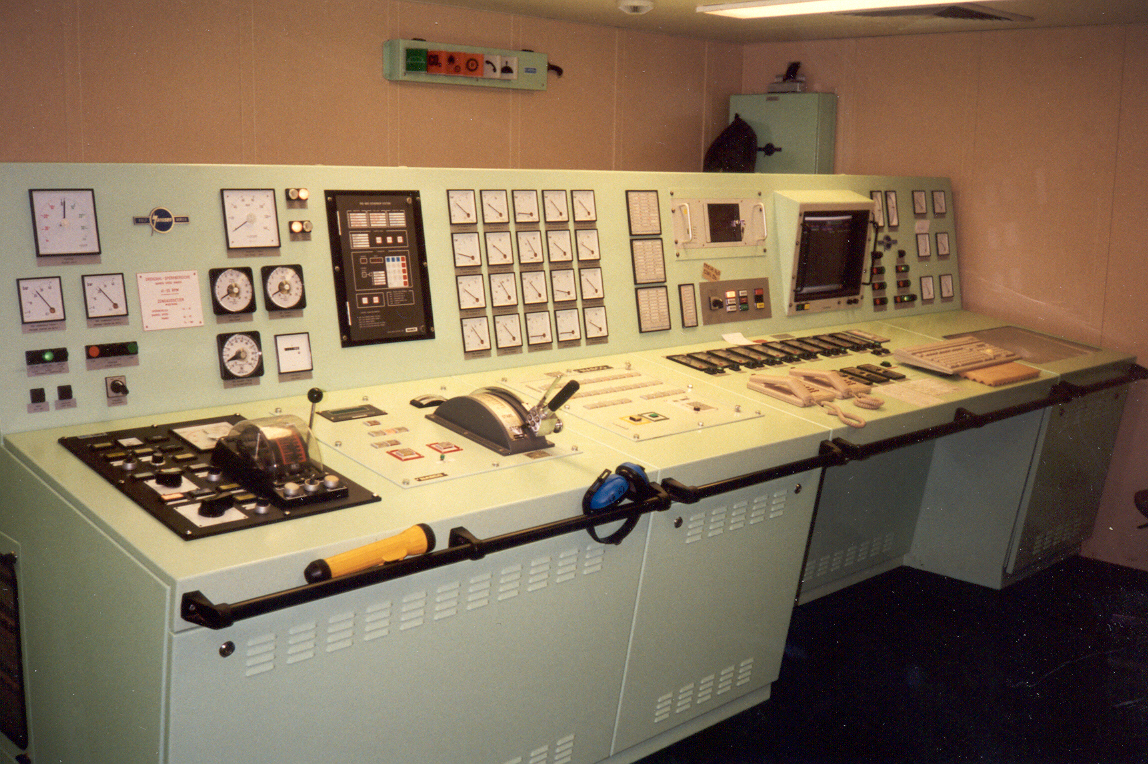
Fahrpult im Maschinenkontrollraum eines Containerschiffes

1892 trafen sich Abgesandte des Vereins der Maschinisten zu Stettin mit Mitgliedern des Seemaschinisten-Collegiums von Hamburg, um über die Gründung eines Dachverbandes zu beraten. Man wurde sich schnell einig, denn es sollten neben den technischen Interessen die Stellung der Maschinisten auf den Schiffen und in der Reederei gemeinsam vertreten werden. In den Reedereien und besonders auf den Schiffen gab es häufig Reibereien und Streit zwischen den Steuerleuten und Maschinisten. Hintergrund war die Seemannsordnung, die eine Einstufung der Maschinisten in die niedrigsten Dienstränge an Bord vorsah.
Central-Verband Deutscher Seemaschinisten
Schon im April 1893 wurde von Abgesandten der oben aufgeführten Vereine mit Ausnahme des „Maschinistenclub von 1866“ in Hamburg der „Central-Verband deutscher Seemaschinisten“ gegründet. Als Vorsitzender wurde L. Kluge gewählt, und ab Juli 1893 wurde vom Verband die „See-Maschinisten-Zeitung“ als offizielles Organ herausgegeben. Sie erschien zweimal im Monat und zeugt heute von der damaligen Einstellung zu diesem Berufsstand. 1908 wurde mit der Einführung neuer Patente, neuer Prüfungsordnungen und des von der Hapag und dem Norddeutschen Lloyd lange geforderten Schiffsingenieurs auch der Verbandsname geändert in „Verband technischer Schiffsoffiziere“.
1908 wurde eine „Stellenlose-Unterstützungskasse“ geplant, um die soziale Lage zu verbessern. Da damit die Mitgliedsbeiträge erhöht wurden, traten einige Vereine aus dem Verband aus. Es waren besonders die mitgliedsstarken Vereine aus Hamburg und Bremerhaven, die als Folge einen eigenen Dachverband „Verband Deutscher Schiffsingenieure“ gründeten.
Nach dem Ersten Weltkrieg und Auslieferung fast aller Seeschiffe an die Sieger wurden die meisten Seeleute arbeitslos. Die Schiffsingenieure und Maschinisten fanden aufgrund ihrer handwerklichen Grundausbildung häufig eine Landstellung; das war für die Nautiker nicht möglich, da es auch in den Reedereien und Häfen weniger Arbeit gab. Vor dem Hintergrund des zusammengebrochenen Kaiserreiches und der Politisierung durch Aktivitäten der Arbeiter- und Soldatenräte wurden jetzt auch in den See-Maschinisten- und Schiffsingenieur-Vereinen und Verbänden politische Diskussionen geführt. Gewerkschaftliche Ziele spielten bis 1919 keine Rolle, das änderte sich, der Verband wurde Mitglied beim Allgemeinen freien Angestelltenbund und wurde auch bei den Tarifverhandlungen mit dem „Zentralverein Deutscher Reeder“ aktiv. Der Name änderte sich in „Verband Deutscher Schiffsingenieure und Seemaschinisten“.
1922 wurde zum Streik der Schiffsingenieure aufgerufen, da die Reeder die Anpassung der Heuern aufgrund der beginnenden Inflation ablehnten. Die Forderungen des Verbandes wurden schon nach einem Monat erfüllt. 1923 zählte der Verband rund 4.700 Mitglieder; inzwischen hatte die deutsche Handelsflotte mit 3 Mio. BRT über 50 % der Vorkriegstonnage erreicht. Deutsche Werften verzeichneten 109 Stapelläufe von Schiffen und standen in der globalen Rangliste nach England (222 Stapelläufe) auf Platz 2.
Verband Deutscher Schiffsingenieure (1911–1919)
Die mitgliedsstarken Vereine aus Hamburg und Bremerhaven traten 1908 wegen der Beitragserhöhungen aus dem „Verband technischer Schiffsoffiziere“ aus. Die Mitglieder dieser Vereine waren vorwiegend bei der Hapag oder dem NDL (Norddeutscher Lloyd)als technischer Inspektor, Schiffsingenieur oder Seemaschinist beschäftigt. Diese Reedereien waren zu dieser Zeit die größten Reedereien der Welt, der NDL an Zahl der beförderten Passagiere und die Hapag an Zahl der Schiffe bzw. der Tonnage.
Der Hamburger „Maschinistenclub von 1866“ sowie das „Seemaschinisten-Collegium von Hamburg“, das sich 1906 in „Ingenieurverein der Deutschen Handelsmarine“ umbenannt hatte, traten aus dem Centralverband aus. Damit unzufriedene Mitglieder des Vereins traten aus ihrem Verein aus, gründeten den „Verein Technischer Schiffsoffiziere“, der sich dann dem Centralverband wieder anschloss. Der Bremerhavener Verein „Maschinistenklub zu Bremerhaven“ trat 1910 ebenfalls aus dem Centralverband aus, auch da der NDL für seine Patentinhaber eine eigene Unterstützungskasse gegründet hatte. Diese Hamburger und Bremerhavener Vereine gründeten 1911 einen eigenen Dachverband, den „Verband Deutscher Schiffsingenieure“, dem 1912 der „Schiffsingenieurclub von 1866“ und 1914 der „Stettiner Klub von 1873“ beitraten. Er erlangte jedoch keine entscheidende Bedeutung, wurde 1919 aufgelöst, und die Mitgliedsvereine schlossen sich wieder dem Centralverband an, der sich inzwischen „Verband Deutscher Schiffsingenieure und Seemaschinisten“ nannte.
Weitere Verbände
Die Gründung des „Ostsee-Verbands der Seemaschinisten“, der von Vereinen aus Stettin, Danzig und Königsberg initiiert wurde, erfolgte aufgrund der verschiedenen Interessen. Da die Häfen der Ostsee im Winter oft wegen Eisgang nicht befahrbar war, ging es den technischen Patentinhabern besonders um die Absicherung der dadurch verursachten Aufliegezeiten.
Der Versuch einiger Vereine, 1921 einen neuen Verband „Bund Deutscher Schiffsingenieure“ zu gründen, wurde nicht realisiert.

## Heutige Schiffsingenieurvereine

### DachverbandVereinigung Deutscher Schiffsingenieure
1956 wurde von Delegierten aller Schiffsingenieurvereine in Hamburg der Dachverband „Vereinigung Deutscher Schiffsingenieure“ gegründet, in dem seither alle Schiffsingenieurvereine, seit 1990 auch der Verein der Schiffsingenieure zu Rostock e. V., Mitglied sind. Damit wurde an die alte Tradition angeknüpft, dass Schiffsingenieure nach außen hin einheitlich wirken und mit einer Stimme sprechen. Die gemeinsame Arbeit wurde durch den Tag des Schiffsingenieurs für die Öffentlichkeit sichtbar, der alle zwei bis drei Jahre in verschiedenen Orten stattfand. Diese gemeinsame Veranstaltung wurde 1961 in Flensburg mit einer Fachausstellung verknüpft. 1963 wurde dieses Konzept auch in Hamburg fortgesetzt und führte später zur Messeveranstaltung Schiff und Maschine, die sich zur internationalen Ausstellung Schiff Maschine Meerestechnik (SMM) entwickelte. 2006 wurde in Hamburg gemeinsam das 50-jährige Bestehen des VDSI gefeiert.

### Verein der Schiffsingenieure in Bremen e. V.
Der Verein der Schiffsingenieure in Bremen e. V. wurde 1953 als „Kameradschaft der Schiffsingenieure in Bremen“ gegründet und 1957 in „Verein der Schiffsingenieure in Bremen e. V.“ umbenannt. Ausflaggungen, technische Verbesserungen durch Automation und auch der Zusammenschluss der Reedereien Hapag und Norddeutscher Lloyd zu Hapag-Lloyd mit Sitz in Hamburg führten zu einer deutlichen Reduzierung der Mitgliedszahl. Der Verein wurde außerdem geschwächt, da 1978 die Schiffsingenieur-Ausbildung nach Bremerhaven verlagert wurde. Um 1980 hatte der Verein rund 800 Mitglieder. Es wird die Mitgliedszeitschrift „Der Antrieb“ herausgegeben, die auch Mitglieder des Wieland erhalten.

### „Wieland“ Vereinigung der Schiffsingenieure Bremerhaven e. V.
Das ab 1902 für die Schnelldampfer von der Hapag und dem Norddeutschen Lloyd geforderte Ingenieur-Zusatzstudium der Leitenden Maschinisten führte 1910 zum Schiffsingenieur-Studium. Dafür wurde die Oberklasse an den Schiffsingenieurschulen eingeführt. In der Folge wurde der „Maschinistenklub zu Bremerhaven“ 1910 in „Verein der Schiffsingenieure zu Bremerhaven“ umbenannt. Da die Mitglieder sich nach dem Ersten Weltkrieg gewerkschaftlich organisierten, wurde der Verein aufgelöst. Wegen fehlender technisch orientierter Gemeinschaft erfolgte 1927 von Studenten der damaligen Oberklasse die Gründung der „Wieland“, dieser Name wurde nach dem Zweiten Weltkrieg um den Zusatz „Vereinigung der Schiffsingenieure Bremerhaven e. V.“ ergänzt.

### Schiffsbetriebstechnische Gesellschaft Flensburg e. V.
Am 27. Januar 1954 wurde die Gesellschaft der Freunde und Förderer der Schiffsingenieurschule Flensburg e. V. gegründet, um den Ausbau der Schiffsingenieurschule zu unterstützen und Studenten zu fördern. 1979 wurde der Name geändert in Schiffsbetriebstechnische Gesellschaft Flensburg e. V. Im gleichen Jahr der Gründung wurde ein Mitteilungsblatt namens „Briefkasten“ herausgegeben, besonders um die Kontakte auch nach dem Studium zu pflegen. 1982 wurde daraus die Fachzeitschrift „Schiffsbetriebstechnik“.

### Verein der Schiffsingenieure zu Hamburg e. V.
In Erinnerung der Vereine vor 1933 gründeten Studenten mit Hilfe älterer Berufskollegen 1953 den „Verein der Schiffs-Ingenieure zu Hamburg Vesiha“, auch die Herausgabe einer Vereinszeitung wurde beschlossen. Schon im September 1954 erschien die erste von Hand vervielfältigte Ausgabe, ab 1955 dann als gedruckte Fassung unter dem Namen „Schiffs-Ingenieur Journal“. Die Mitgliedszahl stieg schnell an und lag um das Jahr 2000 über 900 Personen. Der Verein ist Mitausrichter der Messeveranstaltung Schiff Maschine Meerestechnik, die sich aus der Veranstaltung „Tag des Schiffsingenieurs“ entwickelte. Mit der Beendigung der Schiffsingenieurausbildung in Hamburg ist der Verein wie auch der Verein der Schiffsingenieure in Bremen vom studentischen Nachwuchs abgeschnitten.

### Verein der Schiffsingenieure zu Rostock e. V.
Dieser Verein blickt auf Vorgänger bis 1914 zurück. Wie der „Stammtisch“ ausweist, existierte seit 1914 eine Ortsgruppe des 1893 gegründeten „Central-Verband Deutscher Seemaschinisten“. Dieser Stammtisch hat die Maschinisten und Schiffsingenieure seitdem durch alle Stammlokale bzw. Vereinslokale begleitet. Das Vereinsleben erlosch jedoch weitgehend nach der Gleichschaltung im Dritten Reich. Das politische System der DDR ließ nur Aktivitäten unter dem Dach der „Kammer der Technik“ zu. Mit Unterstützung der Vereine aus Hamburg und Bremerhaven wurde 1990 der Verein der Schiffsingenieure zu Rostock e. V. gegründet. 2004 wurden rund 160 Mitglieder gezählt.